# پیز مالر
پیز مالر (به لاتین: Piz Maler) یک کوه در سوئیس است که در کانتون گراوبوندن واقع شده‌است. پیز مالر ۲٬۷۹۰ متر بالاتر از سطح دریا واقع شده‌است.